# Mirab Kiszmarija
Mirab Borisowicz Kiszmarija (ros. Мираб Борисович Кишмария; abch. Мираб Борис-иҧа Кишьмариа, Mirab Boris-ipa Kiszmaria; ur. 3 sierpnia 1961 w rejone Oczamczyrze) – abchaski polityk, minister obrony od 2007 roku, kandydat w wyborach prezydenckich w 2014 roku.

## Życiorys
Urodził się 3 sierpnia 1961 roku w Oczamczyrze w Abchaskiej ASRR. W latach 1979–1981 służył w Armii Radzieckiej i stacjonował w Czardżou. W 1984 roku ukończył wyższą szkołę dowództwa wojskowego im. Iwana Koniewa w Ałma-Acie. Od czerwca 1987 roku do lutego 1989 roku służył w 40. Armii Ograniczonego Kontyngentu Wojsk Radzieckich w Afganistanie. W kwietniu 1988 roku został dwukrotnie ranny. W czerwcu tego samego roku został mianowany kapitanem, a w lipcu zastępcą dowódcy batalionu piechoty oraz otrzymał Order Czerwonej Gwiazdy.
W latach 1989–1992 pracował w Ministerstwie Spraw Wewnętrznych. Zajmował się wtedy tworzeniem służby bezpieczeństwa Abchazji. Brał udział w wojnie w Abchazji od pierwszego dnia konfliktu. W sierpniu 1992 roku został dowódcą oddziału partyzanckiego. Od grudnia był dowódcą frontu wschodniego. We wrześniu 1993 roku połączył się z siłami frontu zachodniego. Podczas wojny domowej w Gruzji, w październiku 1993 r. na prośbę Zwiada Gamsachurdii wkroczył do Megrelii, gdzie pokonał siły Eduarda Szewardnadzego i zajął miasto Chobi.
Od listopada 1993 roku do sierpnia 1995 roku wiceminister obrony ds. szkolenia wojskowego, od sierpnia 1995 roku do czerwca 1996 roku pierwszy wiceminister obrony. W 2002 roku został współprzewodniczącym ruchu Amcachara zrzeszającego weteranów wojny z lat 1992–1993. Od marca 2005 roku ponownie pełnił funkcję pierwszego wiceministra obrony, a od stycznia do czerwca 2007 roku pierwszego zastępcy ministra obrony oraz dowódcy sił lądowych Abchazji. 26 czerwca 2007 roku został ministrem obrony Abchazji.
W wyborach prezydenckich w Abchazji 2011 roku poparł Aleksandra Ankwaba, który został prezydentem. Kiszmarija kandydował w przyspieszonych wyborach prezydenckich w 2014 roku. Zdobył wtedy 6,39% głosów.

## Życie prywatne
Jest żonaty, ma sześcioro dzieci – czterech synów i dwie córki.

## Nagrody
- Order Czerwonej Gwiazdy (1988)[2]
- Order Gwiazdy (1988)[2]
- Bohater Abchazji (1994)[1][2][5]
- Order Leona (2009)[2]
- Order Honoru i Sławy (2009)[2]
- Odznaka MSZ Naddniestrza „Za wkład w rozwój stosunków międzynarodowych” (2011)[6]